# Častá
Častá este o comună slovacă, aflată în districtul Pezinok din regiunea Bratislava. Localitatea se află la altitudinea de 292 m deasupra n.m., se întinde pe o suprafață de 35,2 km2 și în 2017 număra 2.247 de locuitori.

## Istoric
Localitatea Častá este atestată documentar din 1240.

## Demografie
| An:                | 1994 | 2004   | 2014   | 2024   |
| ------------------ | ---- | ------ | ------ | ------ |
| Număr de persoane: | 1948 | 2094   | 2212   | 2419   |
| Diferență:         |      | +7,49% | +5,63% | +9,35% |

| An:                | 2023 | 2024   |
| ------------------ | ---- | ------ |
| Număr de persoane: | 2396 | 2419   |
| Diferență:         |      | +0,95% |